# DualShock
DualShock（最初名为Dual Shock；商标为DUALSHOCK或DUAL SHOCK，也譯震動手把，最新名稱爲「DualSense」）是索尼互動娛樂为PlayStation系列游戏机开发的一系列拥有振动反馈的游戏手柄。初代DualShock控制器于1997年底在日本推出，1998年5月在北美市场推出，最初仅作为初代PlayStation游戏机的的游戏机配件发售；而后来的新版本PlayStation游戏机将DualShock控制器作为随机标配控制器发售，替代了原来游戏机标配的PlayStation控制器和双摇杆控制器。截至2008年，除了随机标配的控制器以外，DualShock系列控制器的单独销售量超过2800万个。

## DualShock
DualShock模拟控制器（SCPH-1200）拥有震动机能，如果游戏支持，能根据游戏画面上的情况进行震动。还拥有两个能输出模擬信號的摇杆。DualShock的名字源于控制器的内部拥有两个（Dual）振动马达（Shock）。位于控制器左侧的震动马达配重比右侧的更大，所以左侧的马达震动起来比右侧更加强力，而右侧的马达则能制造更轻柔细致的震动，两个不同的震动马达配合能提供更加细致的震动反馈。任天堂64的控制器也可以安装震动组件，但是其震动组件内部只有一个震动马达。而且使用外置电池来驱动马达震动。DualShock系列控制器的震动功能全部由来自控制器的电池或来自PlayStation游戏机的电源驱动。在日本发售的双摇杆控制器也曾拥有震动机能，但是不久后的新版双摇杆控制器删除了这个机能。

灰色的双摇杆控制器，其摇杆帽为塑料材质并略微凹陷

DualShock和其前代双摇杆控制器一样，有两个类比摇杆。但与之不同的是，DualShock的类比摇杆顶部为磨砂橡胶材质并略微凸起，而双摇杆控制器为光滑塑料材质并且稍微凹陷。DualShock控制器相比双摇杆控制器控制器另外还添加了L3/R3按钮，通过按下类比摇杆触发。外观方面，DualShock控制器拥有更长的把手，L2/R2键略微不同。
许多PlayStation游戏都支持DualShock控制器，在其发行后不久，包括《古惑狼3：扭曲》、《小龙斯派罗》和《铁拳3》在内的大多数游戏都添加了对双摇杆和震动功能的支持。卡普空推出了新版《生化危机 导演剪辑版》和《生化危机2》，增加了对DualShock控制器的支持。许多游戏专门为DualShock的震动机能进行设计，列如《Porsche Challenge》和《古惑狼2》。还有一些游戏对双震动马达设计进行优化，用来产生更加立体的震动感觉，列如《GT賽車》和《雷神之锤II》。1999年发布的PlayStation热门游戏《捉猴啦》是第一个强制需要DualShock控制器进行游玩的游戏，其游戏玩法需要同时使用两个摇杆。2000年，PS one上市销售，附带的是一个稍微不同的DualShock控制器（SCPH-110），与原版相差不多，但其颜色为纯白色，并且控制器中间为PS one标志替代了原来的PlayStation标志，大多数的按钮和摇杆都略微比原版增大，连接插头的形状也从圆形改为半圆形。
DualShock也与PlayStation 2兼容，这是因为DualShock和DualShock 2使用同样的接口和传输协议。但是，某些需要使用DualShock 2的压力感应按钮的PS2游戏，如《絕命保鑣》，与DualShock并不兼容。如果在PlayStation 2上游玩PlayStation游戏时，DualShock完全与PlayStation 2兼容。

## DualShock 2
DualShock 2模拟控制器（SCPH-10010）是索尼電腦娱乐为PlayStation 2电子游戏机开发并捆绑销售的游戏控制器。它几乎与前代DualShock模拟控制器完全相同。但是还是有一些细微的变化。模型被重新设计，减去了一颗螺丝，并在控制器顶部添加了一个蓝色DualShock 2标志。连接线比前代更长，且连接线颜色相较前代也做了改变。摇杆也比前代更硬。外观上，标准版DualShock控制器的颜色为黑色，而前代标准版DualShock控制器的颜色为灰色。
DualShock 2相比前代更轻，而且大部分按钮（除模式切换、start按钮、select按钮、L3和R3按钮）都可通过模拟值的信号（压力感应）的方式进行读取。
DualShock 2有多种颜色可供选择：黑色、绸缎银、陶瓷白色、石板灰、海洋蓝、翠绿、深红色和糖果粉色。

初代PlayStation游戏机兼容DualShock 2控制器。而后代PlayStation 3游戏机也能通过使用接口转换器向后兼容DualShock 2，但是一些需要使用DualShock 3控制器的“六轴”动作感应技术的游戏（例如《暴雨殺機》）无法使用DualShock 2控制器。

## DualShock 3

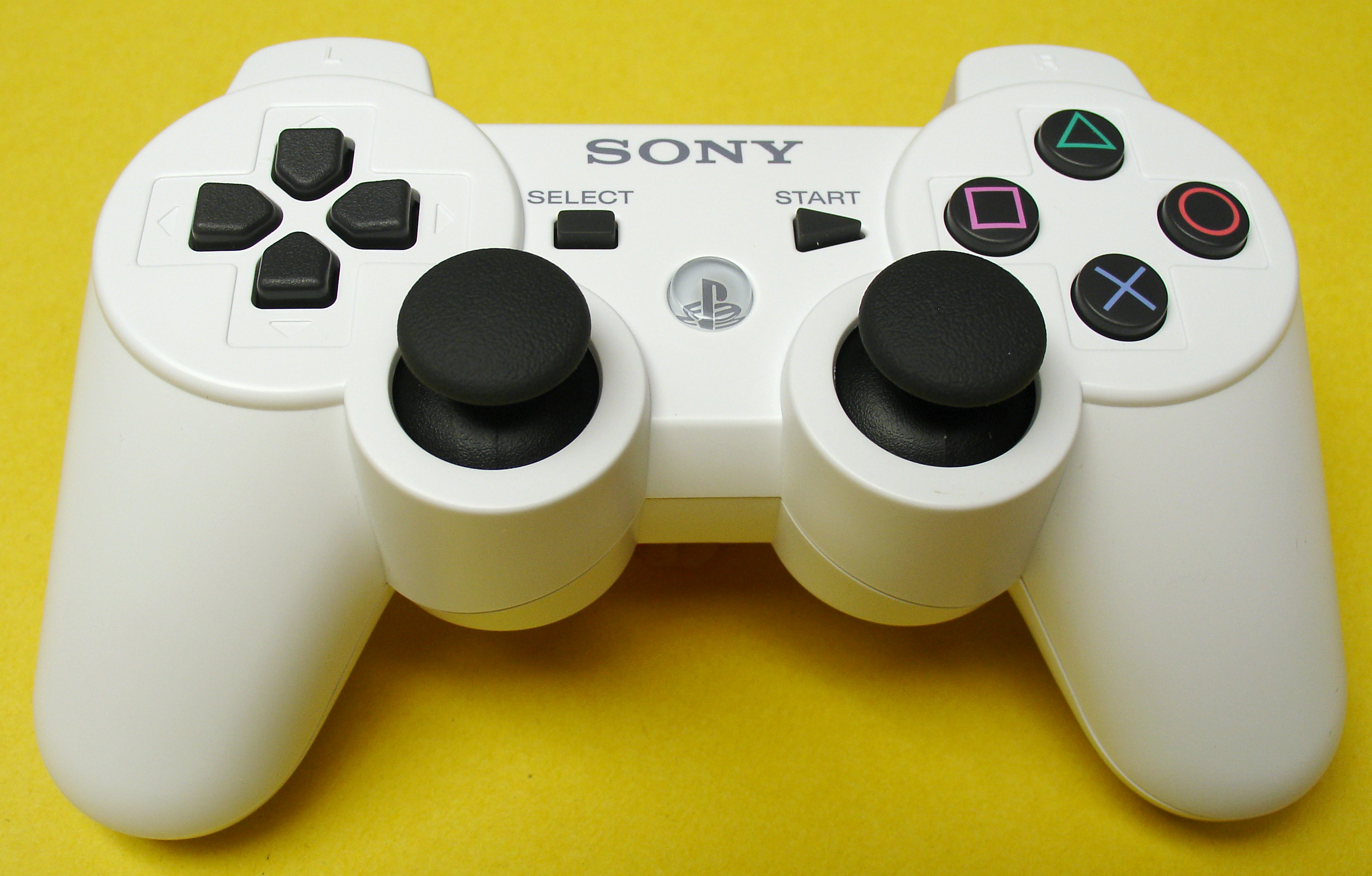
陶瓷白色的DualShock 3无线控制器

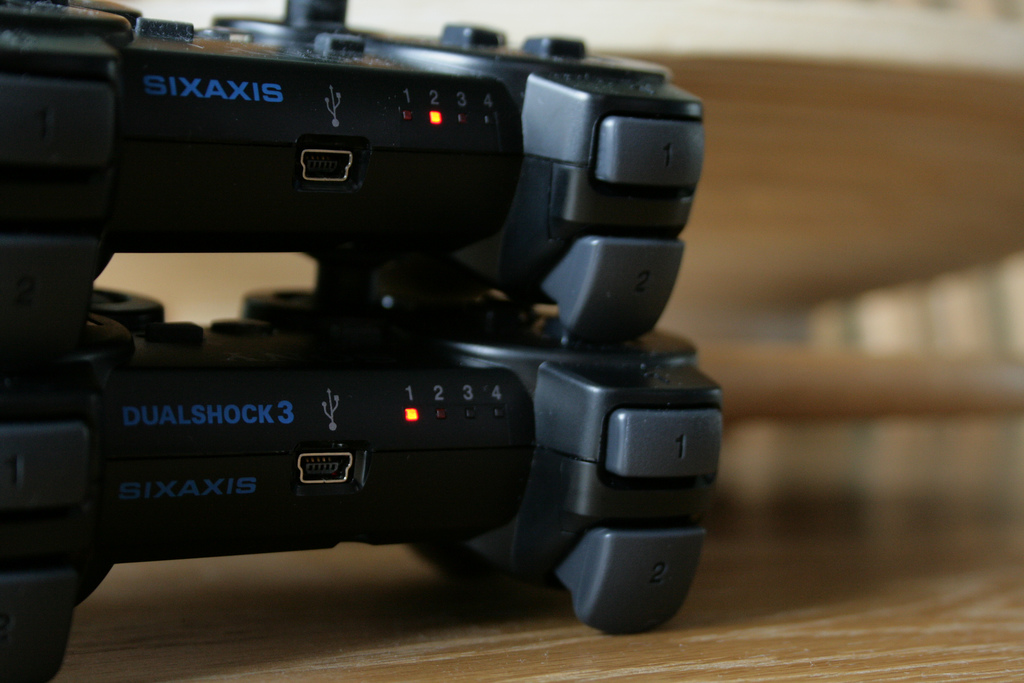
上：Sixaxis无线控制器
下：DualShock 3控制器
DualShock 3和Sixaxis控制器的顶部，展示USB Mini-B端口，显示控制器编号的发光二极管和压力感应L1/L2肩部按键

DualShock 3无线控制器（SCPH-98050/CECHZC2）是索尼電腦娛樂于2007年东京电玩展上首次发布的与PlayStation 3电子游戏机配套的游戏控制器。用来替代原本与机器搭配销售的Sixaxis无线控制器。DualShock 3控制器与Sixaxis控制器类似，但添加了震动反馈机能。2007年3月，经过一场漫长的专利权侵权法律诉讼，索尼与Immersion公司在庭外和解。Immersion公司同意索尼在原本没有震动反馈的Sixaxis控制器中添加震动马达。DualShock 3同时拥有振动和运动感应机能，且可以同时使用，不会相互干扰。DualShock 3和Sixaxis一样也有一个USB mini-B端口用于充电和数据传输。使用PlayStation 3进行绑定后，还能通过蓝牙在PSP Go上使用。
DualShock 3控制器顶部同时拥有“DualShock 3”“Sixaxis”标志。Sixaxis控制器重量为137.1g。而DualShock 3控制器因为内置了震动马达，比Sixaxis控制器重大约40%，为192g。
DualShock 3控制器后面的贴纸写明，DualShock 3在3.7伏特时消耗的电流达到300毫安，功耗为1.11瓦特。而Sixaxis控制器背后的贴纸为3.7 V时消耗30毫安（0.111瓦特），功耗增加了大约1W。但DualShock 3控制器仅在震动马达激活时才会消耗这么多的电量。DualShock 3内置了一块3.7 V的锂离子电池，最多可以存储570毫安时的电量，充满电后最长可以提供30个小时的连续游戏（注：这是完全不使用震动以及电池状态全新的理想状态数据，实际上震动马达开启会极大缩减使用时间）。与Sixaxis控制器一样，DualShock 3控制器的说明书上也说明了如何移除和更换电池。DualShock 3还可以通过控制器顶部的USB mini-B接口供电。在控制器电量不足时，可以以有线状态同时充电和游玩。通过USB链接到PlayStation 3后，DualShock 3会自动通过USB连接线传输按键信号。
随着PlayStation 3“超薄”型号的发布，索尼同时发布了新版本的DualShock 3（在背后的贴纸型号后有一个小A1标示），通过USB供电时，在5.0伏特的情况下消耗500毫安的电量，但其内置的电池仍为3.7伏特的锂离子电池。这一版本的DualShock 3去掉了L1/R1肩部按键和L2/R2扳机键之间附加的塑料支架，增加了控制器的刚性。顶部的发光二极管直接焊接在印刷电路板上，并且控制器的配色方案稍微进行了更改。
PS3全系列主机都没有待机电源，即机身USB接口都只能在开机状态供电，这给DualShock 3充电带来一定不便。为此索尼官方推出了零售的充电线套装。还有一种交流电电源充电套装也可以选择。实际上，使用USB-B接口的DualShock 3 / SixAxis对线材并没有特别要求，但如果使用第三方电源适配器，其必须是USB主机设备（如个人电脑的USB接口)而不能是无通信功能或通信协议不兼容的普通USB电源（如智能手机的充电头）。
2008年4月2日，索尼公司的一名代表证实，在2008年4月中旬发布DualShock 3后，最初随机销售的Sixaxis控制器已停止使用。并且已不再生产，在大多数商店也不再销售。

### 颜色和外观样式
DualShock 3有多种颜色可供选择：黑色、绸缎银、陶瓷白、经典白、金属蓝、深红色、粉色、“丛林绿色”（橄榄色）、“糖果蓝”（浅蓝色）、“城市迷彩”（类似三色軍事偽裝的颜色）“深红”（透明的红色）和“宇宙蓝”（透明的蓝色）。并不是所有的颜色都可以在所有的市场或任何时候买到。
限量版主机附带了并不单独销售的控制器，列如铁灰色和“云黑色”（深灰色）。

2011年3月8日，为了庆祝《美國職棒大聯盟11》游戏的发布，专门限量发行了一款棒球主题的DualShock 3控制器。另一种限量版DualShock 3“金属金色”于2012年6月在欧洲发售，在北美，“金属金色”于2012年10月起能在GameStop限量购买。戰神：崛起版控制器与主题色PlayStation 3和游戏捆绑销售，而在北美洲则是控制器和游戏捆绑销售。2013年11月1日，索尼在日本发布了一款白色透明版DualShock 3，可以通过透明外壳看到内部的印刷电路板和震动马达。

## DualShock 4
DualShock 4（CUH-ZCT1）是与PlayStation 4搭配的游戏控制器，与DualShock 3相差不多，DualShock 4新增了一块两点电容式触控面板，面板还可以按下。控制器通过三轴陀螺仪、三轴加速度计和振动进行运动检测。内置一块不可更换、可充电式3.7 V, 1000 mAh锂离子电池，可以在PlayStation 4主机睡眠时充电。重量为210 g（7.4 oz），尺寸为162 mm × 52 mm × 98 mm（6.4英寸 × 2.0英寸 × 3.9英寸）。因为控制器中心新增了触控面板，控制器正面没有索尼标志。

从左后方看DualShock 4控制器。可以看到控制器有USB端口、触摸板、共享和选项按钮、其他控制器按钮和一个光条（蓝色）

控制器顶部拥有一个彩色光条，可以通过其显示的颜色来识别链接到同一台游戏机上的控制器的序号，或者利用其提供游戏内容的反馈（例如：在《俠盜獵車手V》游戏中，玩家被警察通缉时，光条会在紅色和蓝色之间闪烁）。它还能与PlayStation Camera配合使用，判断多个控制器的空间方位。光条也是为PlayStation VR开发的。
该控制器具有多个输入和输出接口：立体声耳机插孔（3.5 毫米 CTIA 耳机接口），一个microUSB充电数据接口和一个扩展配件接口。它可以通过专门的microUSB充电器或游戏主机（即使主机是关闭的情况下）进行充电。控制器内部还拥有一个单声道扬声器，和Wii遥控器类似，是电子游戏历史上第二个拥有扬声器的控制器。
DualShock 4拥有许多按键：PS键，SHARE（分享）键，OPTIONS（选项）键，方向键，动作键（, ），肩部按键（R1/L1），扳机键（R2/L2），按下摇杆键（L3/R3）和按下触控板键。与DualShock 3不同，START和SELECT键被合并成了OPTIONS（选项）键。并新增了一个SHARE（分享） 按键，玩家可以通过它来录制或截取游戏画面进行分享。摇杆和扳机键被重新设计，摇杆帽改为拥有外环凸起的圆顶帽。
DualShock 4的按钮与DualShock 3的按钮稍有不同。DualShock 2和3的四个功能键（, ）和方向键都是压力感应的，而DualShock 4只有L1、L2、R1和R2按钮是压力感应的。这可能是因为大多数游戏都没有使用压力感应功能，也可能是因为其竞争对手没有使用这个功能（Wii U和Xbox One）。
PlayStation 3向前兼容有线连接的DualShock 4。PlayStation 3更新固件到4.60后，支持无线连接DualShock 4，但是还是不支持DualShock 4的运动检测和振动功能。在PlayStation 3上使用DualShock 4时，其上的SHARE（分享）键、OPTIONS（选项）键分别替代DualShock 3上的START（开始）键和SELECT（选择）键。

### 各个控制器版本
一部分第一批DualShock 4（估计约为第一批的10%）在左手把手的橡胶表面有磨损问题，短期使用后会过度磨损或撕裂的情况。2014年1月，索尼发布了一份声明，承认一小部分控制器存在问题。
2016年9月初，索尼公司确认了第二代DualShock 4控制器，被称为“DualShock V2”(CUH-ZCT2)，它比原来的DualShock 4有微小的改进，包括USB通信改进、更长的电池寿命，并且改进了触控板，使控制器顶部的灯条能于触控板顶部看到，而无需翻转控制器，DualShock V2于2016年9月15日发售。
在最初版本的控制器中，灯条无法被关闭和调节亮度。在黑暗的游戏环境中，控制器会发出刺眼的灯光，许多玩家建议新增调节控制器灯条亮度的功能，而索尼電腦娱乐总裁吉田修平在2013年7月回复拒绝了玩家们的请求，理由是游戏开发者可以自行在游戏中添加一个设置来关闭灯条，而无需PlayStation 4系统更新。2014年初，索尼電腦娱乐宣布，未来将会对系统进行更新，新增亮度调节功能。（PlayStation 4于2014年4月的1.70系统更新）

### 颜色和款式
原版DualShock 4（CUH-ZCT1）有黑色、冰川白色、城市迷彩色、波浪蓝色（蓝色前面板，黑色后背）、岩浆红色（红色前面板，黑色后背）、金色、银色和钢黑色。
新款DualShock 4（CUH-ZCT2）目前拥有黑色、冰川白色、城市迷彩色、波浪蓝色（蓝色前面板，黑色后背）、岩浆红色（红色前面板，黑色后背）、金色、银色、日落橙色、水晶透明色、红色水晶透明色、蓝色水晶透明色以及最近新推出的钢黑色和午夜蓝色。
还有一部分限量版DualShock 4，与机器或游戏捆绑销售，比如PlayStation 20周年PlayStation 4捆绑包、《Gun Metal》、《蝙蝠俠：阿卡漢騎士》、《潛龍諜影V 幻痛》、《使命召唤：黑色行动III》、 《神秘海域4：盗贼末路》、《星際大戰：戰場前線》、《怪物猎人 世界》和《戰神》PlayStation 4捆绑包中的限量DualShock 4控制器。

## DualSense
DualSense（CFI-ZCT1W）是PlayStation 5的遊戲控制器，於2020年4月7日在公佈。

### DualSense Edge
DualSense Edge（CFI-ZCP1）是PlayStation 5的遊戲專業控制器，於2023年1月26日在發售。Stick Module（CFI-ZSM1）是換搖桿模組。

## 反响
2007年1月8日，美国国家电视艺术与科学学院授予DualShock系列控制器“电子游戏控制器的周边开发和技术影响”艾美奖。索尼最初报道称，Sixaxis无线控制器获得了这个奖项，之后修正了新闻稿。